# 2 Korpus (austro-węgierski)

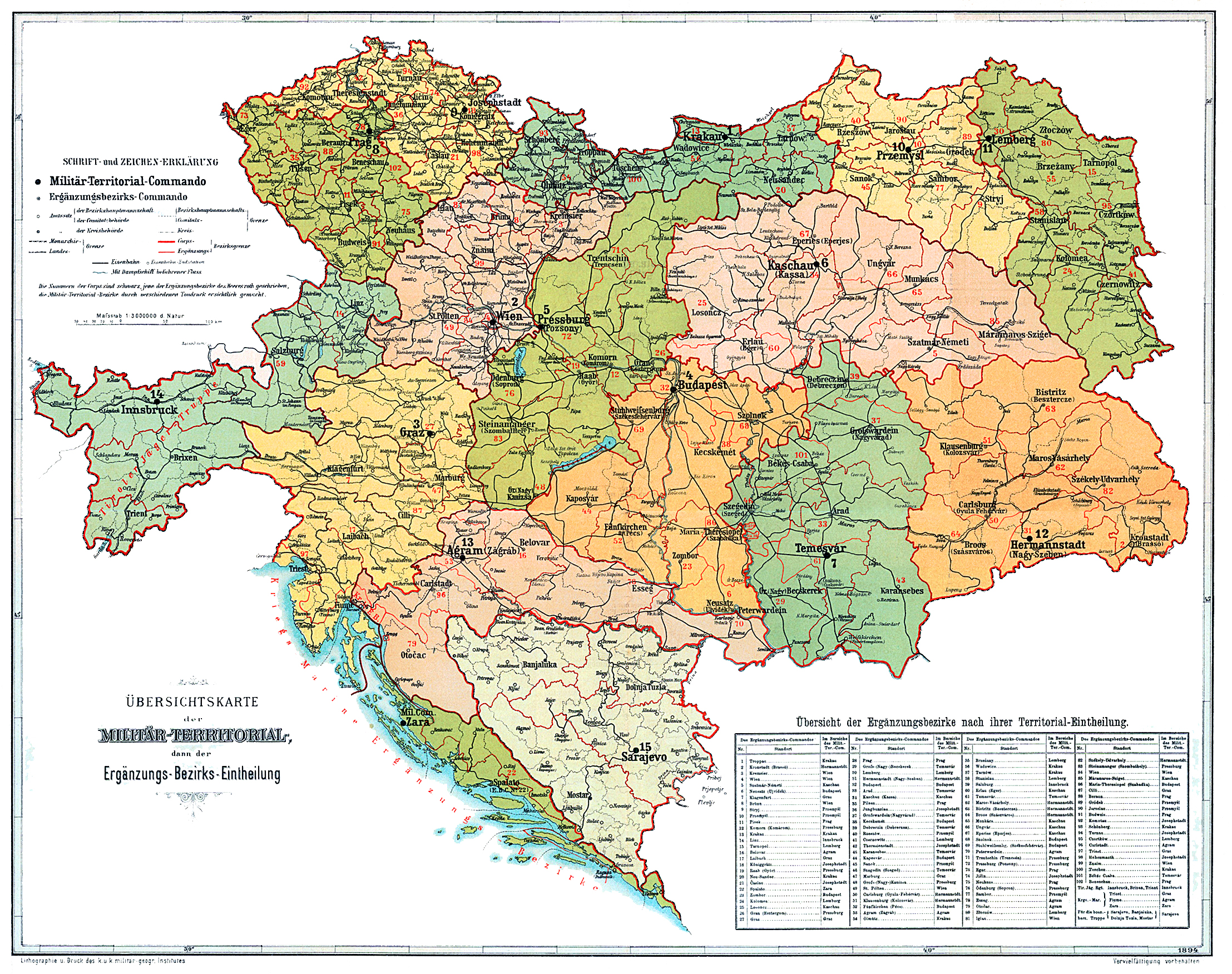
Wojskowy podział terytorialny Monarchii Austro-Węgier w 1894

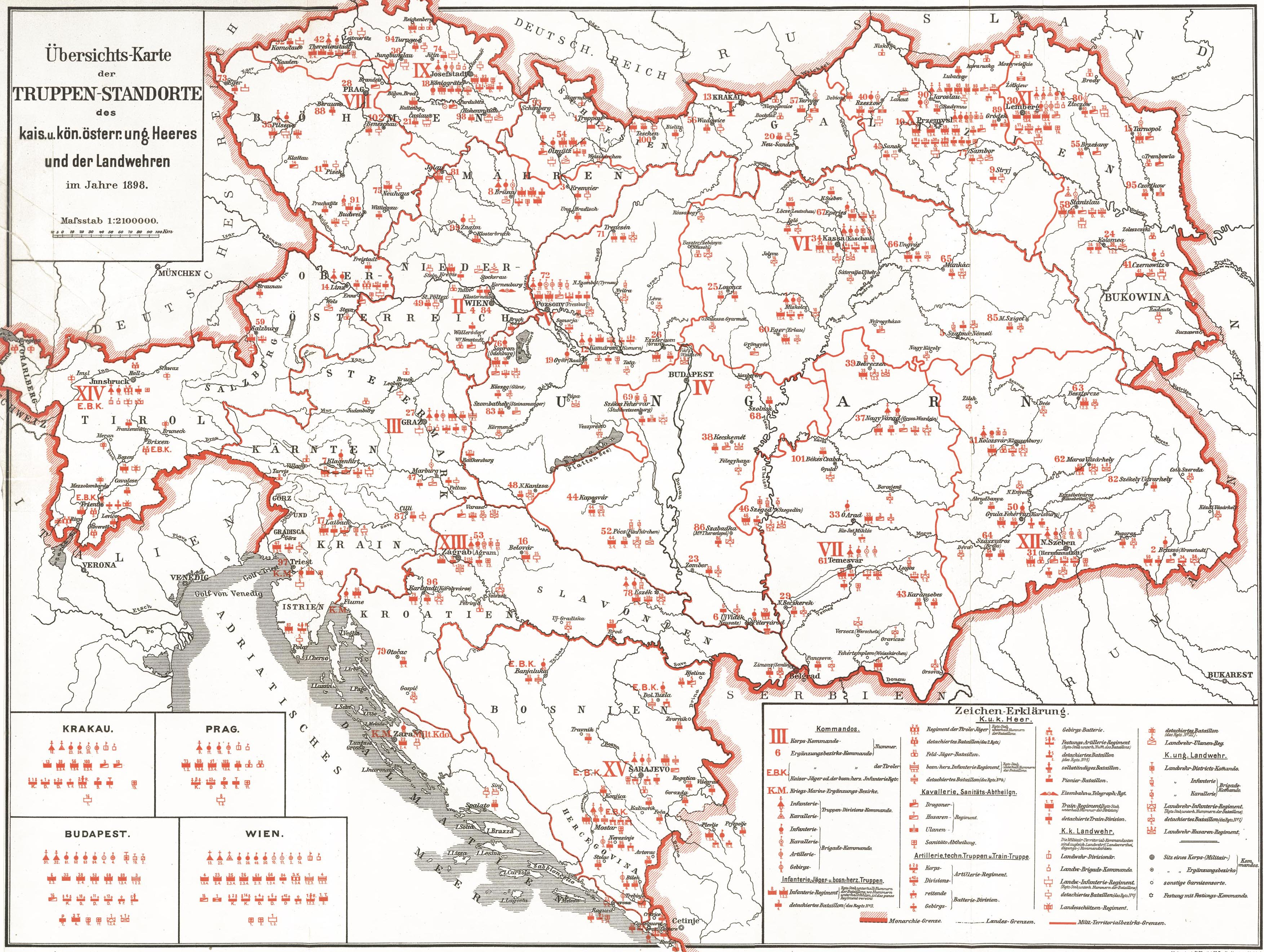
Dyslokalizacja sił zbrojnych Monarchii Austro-Węgier w styczniu 1898

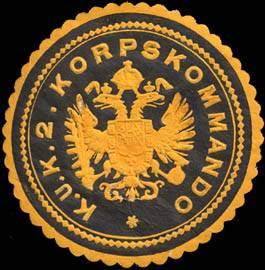
Pieczęć c. i k. Komendy 2 Korpusu

2 Korpus – wyższy związek taktyczny cesarskiej i królewskiej Armii z komendą w Wiedniu.
W 1900 roku w skład korpusu wchodziła:
- 4 Dywizja Piechoty w Brnie,
- 13 Dywizja Piechoty w Wiedniu,
- 25 Dywizja Piechoty w Wiedniu,
- Dywizja Obrony Krajowej w Wiedniu,
- Dywizja Kawalerii Wiedeń w Wiedniu,
- 2 Brygada Artylerii Polowej w Wiedniu,
- 14 Brygada Artylerii Polowej w Wiedniu[1].

W 1901 roku 13 Dywizja Piechoty została przemianowana na 47 Dywizję Piechoty, a Dywizja Obrony Krajowej na 13 Dywizję Obrony Krajowej.
W 1906 roku Komenda 14 Brygady Artylerii Polowej została przeniesiona z Wiednia do Linzu i podporządkowana komendantowi 14 Korpusu.
W 1908 roku w Wiedniu została utworzona 1 Brygada Artylerii Fortecznej.
W 1909 roku 47 Dywizja Piechoty została przemianowana na 49 Dywizję Piechoty.
W 1912 roku Dywizja Kawalerii Wiedeń została przemianowana na 3 Dywizję Kawalerii.
W 1914 roku w skład korpusu wchodziła:
- 4 Dywizja Piechoty w Brnie,
- 13 Dywizja Piechoty Obrony Krajowej w Wiedniu,
- 25 Dywizja Piechoty w Wiedniu,
- 49 Dywizja Piechoty w Wiedniu,
- 3 Dywizja Kawalerii w Wiedniu,
- 2 Brygada Artylerii Polowej w Wiedniu,
- 1 Brygada Artylerii Fortecznej w Wiedniu,
- Dywizjon Taborów Nr 2 w Wiedniu[3].

W sierpniu 1914 roku, w czasie mobilizacji, została rozwiązana 49 Dywizja Piechoty. Na bazie 2 Brygady Artylerii Polowej i wchodzących w jej skład oddziałów zostały sformowane trzy brygady artylerii polowej (4, 13 i 25), które włączono w skład dywizji piechoty.
2 Korpus został przetransportowany do Galicji i włączony w skład 4 Armia. Po odejściła u korpusu na front funkcje terytorialnej władzy wojskowej przejęła Komenda Wojskowa w Wiedniu, na czele której stanął FZM Franz von Wikullil.
Skład i obsada personalna 1 maja 1915
- 25 Dywizja Piechoty (25. ID): FML Eh Peter Ferdinand
  - 49 Brygada Piechoty (49. IBrig.): GM Edl. von Severus
  - 50 Brygada Piechoty (50. IBrig.): GM Ritt. von Bolberitz
  - 25 Brygada Artylerii Polowej (25. FABrig.): GM von Jemrich
- 4 Dywizja Piechoty (4. ID): GM Edl. v. Bellmond
  - 8 Brygada Piechoty (8. IBrig.): Obst. Mietzl
  - 1 Brygada Legionów Polskich (1. Brig. d. poln. Legion): Obst. Józef Piłsudski
  - 4 Brygada Artylerii Polowej (4. FABrig.): Obst. Machaczek

| Organizacja pokojowa Komendy 2. Korpusu i Komendy Obrony Krajowej w 1914 roku | Organizacja pokojowa Komendy 2. Korpusu i Komendy Obrony Krajowej w 1914 roku |
| ----------------------------------------------------------------------------- | ----------------------------------------------------------------------------- |
| komendant 2. Korpusu, komendant Obrony Krajowej i generał komenderujący       |                                                                               |
| Komenda 2. Korpusu                                                            | Komenda Obrony Krajowej                                                       |
| generał przydzielony komendantowi korpusu                                     | generał przydzielony do Komendy Obrony Krajowej                               |
| szef sztabu korpusu                                                           |                                                                               |
| Oddział Wojskowy                                                              | Grupa Obrony Krajowej Komendy 2. Korpusu Oddział Wojskowy                     |
| dyrektor budownictwa wojskowego                                               |                                                                               |
| szef intendentury                                                             | szef intendentury                                                             |
| Organy pomocnicze:                                                            |                                                                               |
| referent prawny                                                               | referent prawny                                                               |
| szef sanitarny                                                                | szef sanitarny                                                                |
| referent weterynaryjny                                                        | referent techniczny                                                           |
| szef duszpasterstwa                                                           | Registratura                                                                  |

## Kadra
Komendanci korpusu, komendanci Obrony Krajowej i generałowie dowodzący
(niem. Kommandant des 2. Korps, Landwehrkommendant und Kommandierender General)
- FZM Ferdinand von Bauer (I 1883 – III 1888 → minister wojny)
- FZM Anton Maria Emmerich Wilhelm von Schönfeld (IX 1889 – IX 1894[5]  → w dyspozycji generalnego inspektora c. i k. Armii)
- FML / GdK Alexander von Üxküll-Gyllenband (IX 1894 – XI 1905[5]  → generalny inspektor wojsk i komendant 4 Korpusu)
- FZM Ferdinand Fiedler (XI 1905 – VI 1908[5]  → generalny inspektor wojsk)
- FML / GdI Mansuet Versbach von Hadamar (VI 1908 – IV 1912[5] )
- GdI Alfred von Ziegler (IV 1912 – II 1914[5] )
- GdI Blasius Schemua (II – IX 1914[5] )
- FML / GdI Johann von Kirchbach auf Lauterbach (IX 1914 – IX 1915[5] )
- FML / GdI Julius Kaiser (IX 1915 – IV 1918[5] )
- FML / GdI Rudolf Krauss (IV – XI 1918[5] )

Generałowie przydzieleni
(niem. Zugeteilter General)
- FML Anton von Pitreich (1895)
- FML Anton Fiala (1906 – 1909)
- FML Heinrich Fath (1913 – 1914)

Generałowie przydzieleni do Komendy Obrony Krajowej
(niem. Zugeteilter General beim Landwehrkommando)
- GM Rudolf von Bürkl (1913 – 1914)

Szefowie Sztabu Generalnego
(niem. Generalstabschef)
- płk SG Franz von Jaeger (I 1883 – X 1885[5]  → komendant 66 Brygady Piechoty)
- płk SG Anton Resch (1895)
- płk SG Vinzenz von Fox (1906)
- płk SG Aurel von le Beau (1909)
- płk SG / GM Leo Greiner (IV 1912 – IX 1914[5] )
- płk SG Stanisław Szeptycki (IX 1914 – IX 1915[5] )